# Вели Чаушев
Вели Светлинов Чаушев е български актьор.

## Биография
Вели Чаушев е роден на 11 септември 1934 г. в Златоград. Като ученик учи в Пловдив и Стара Загора. От малък се увлича по поезията на Александър Вутимски, Атанас Далчев, Богомил Райнов.
Решението да кандидатства във ВИТИЗ Чаушев взема след случайна среща с Апостол Карамитев. Завършва следването си през 1958 година и постъпва в трупата на Хасковския театър. От 1961 година е актьор в Държавния сатиричен театър. В последните години нашумява моноспектакълът му по стихове на Валери Петров „Разтворен прозорец“.
През годините Чаушев има роли в множество филми и телевизионни постановки. Наред с това, редовно прави записи за БНР.
Изявява се и като автор на детски книги:
- „Сламчови работи“, поредица „Чичопей“, издателство „Захарий Стоянов“, 2008, ISBN 978-954-09-0078-0
- „Ще се видим довечера“, поредица „Мелпомена“, издателство „Захарий Стоянов“, 2009, ISBN 978-954-739-927-3

Вели Чаушев умира на 6 януари 2018 г. в София.

## Телевизионен театър
- „Стълбата“ (1986) (Самуил Альошин)
- „Безумният Журден“ (1982) (от Михаил Булгаков по мотиви на Молиер, реж. Магда Каменова) – шивач/нотариус
- „Ловчанският владика“ (1975) (Теодосий Икономов) - мюзикъл
- „Марсианска хроника“ (1968) (Рей Бредбъри)

Хумористични миниатюри
- „В подножието на планината“ (1980) (Асен Антов)

## Филмография
- Димитровградци – Нури (1956)
- Паролата – Паролата (1965)
- Не се обръщай назад – Кантонерът (1971)
- И това, ако е морал (1975)
- Голямата игра (1983), 6 серии – („Большая игра“), СССР / България
- Земляци-веселяци (1986)